# Hoëgne
Hoëgne är ett vattendrag i Belgien.   Det ligger i provinsen Liège och regionen Vallonien, i den östra delen av landet, 110 km öster om huvudstaden Bryssel.
Omgivningarna runt Hoëgne är en mosaik av jordbruksmark och naturlig växtlighet. Runt Hoëgne är det mycket tätbefolkat, med 1 018 invånare per kvadratkilometer.